# Steven Gaal
Steven Alexander Gaal, também conhecido como Istvan Sandor Gal ou I.S. Gal, foi um matemático húngaro-estadunidense.
Foi professor emérito de matemática da Universidade de Minnesota.